# Kouroukoro
Pour la localité ivoirienne, voir Koulikoro (Biankouma).
 (juillet 2021).
Kouroukoro (ou Kourokoro, Kouroukoto, Koukoukoto) est une ville et une sous-préfecture située dans le nord-ouest de la Guinée, dans la Prefecture de Kouroussa. 

## Culture
La ville et ses environs est un centre de la culture malinké, en Haute-Guinée.

## Situation géographique

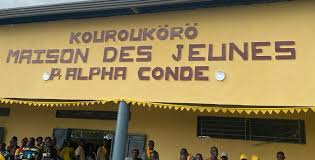
Maison des jeunes kouroukoro

Elle fait partie de la préfecture de Kouroussa. À partir du début de 2021, Kouroukoro a été reclassé par le gouvernement au rang de sous-préfecture, c'est-à-dire qu'il a maintenant d'autres districts qui en dépendent politiquement. Ce sont les districts du Niémen, Sadamadia, kankaya,faradala,fassoumaya,kandarala et Kouroukoro centre.
Elle se trouve à environ 462 km de la capitale Conakry, 50 km de la préfecture de Dabola et environ 111 km de la préfecture de Kouroussa.

## Histoire
Les personnes qui composent la population de Kouroukoro aujourd'hui sont les descendants de peuples qui ont migré de Dabola, les Dabos et les Beretes. Kouroukoro représente une partie de l'extrémité sud de la Manden, un des foyers historiques de la communauté mandingue de l'empire du Mali. Avec l'effondrement de l'empire, des États mandé ont continué à exister, notamment dans la région de Toumania, proche de Kouroukoro.

### Colonialisme
Lors de l'arrivée des Européens, Kouroukoro était un point commercial mineur la vallée du fleuve Niger et de la côte, avec la voie de terre allant de la côte via Kindia, Timbo et Kouroussa , à Kankan et à la région forestière.
Dans la fin du XIXe siècle les forces françaises apparu dans la région juste au nord, la création de bases de Kayes, Kita, au Mali, Bafoulabé et, finalement, à Bamako. 
La lutte contre l'expansion française était l'état Fula Jihad qui a éclaté hors de Dinguiray voisin de conquérir à la fois les États-Mandé entourant Kouroussa au nord-ouest et le bambara au nord-est.[pas clair] Au sud, un autre état, l'Empire wassoulou de Samory Touré est apparu, en envoyant ses forces bien armées contre ses voisins, et contre les Français . 
L'officier français Aimé Olivier, tentant de convaincre les Almamys Timbo de signer un protectorat, traverse Kouroussa dans les années 1880. Au début des années 1890, l'armée française commandée par Louis Archinard établit des postes de garnison à Kankan et Kouroussa, sous le commandement d'un plus grand poste juste en aval à Siguiri. En 1893-1894, le commandant Briquelot met en place un poste à Kouroussa. De là, les forces françaises ont attaqué les zones contrôlées par Samory Touré, et ont même menées des raids dans le territoire britannique de Sierra Leone. En 1895, bien que la lutte contre Samory Touré continue, les Français mettent en place une école pour former des travailleurs locaux pour identifier, collecter et préparer le caoutchouc naturel à des fins industrielles françaises.

### L'histoire contemporaine

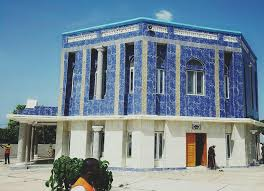
Mosquée Berete de Kouroukoro

À la suite d'un incendie de la ville ancienne vers les années 1990, Kouroukoro a été en partie reconstruite et a bénéficié d'un hôpital, d'un poste de police, de quelques écoles et d'un marché.

## Géographie
Haute Guinée ou de la Haute-Guinée dont Kouroukoro est une vaste plaine couvrant est de la Guinée, de la Sierra Leone, le Libéria et s'étendant dans le nord ouest de la Côte d'Ivoire. La plupart du temps la formation du bassin versant supérieur du fleuve Niger.
Kouroukoro est entourée par une montagne qui domine la scène, les gorilles des montagnes sont encore disponibles sur la chaîne de montagnes.

### Climat
Le climat de Kouroukoro est la même que celle de l'autre région de savane, il devient précipitations légèrement favorable pour l'arachide et plantation de riz. La saison est divisée en deux: la saison des pluies et la saison sèche. Les pluies à partir de fin mai à début novembre et le reste de l'année est la saison sèche.

## Population et démographie

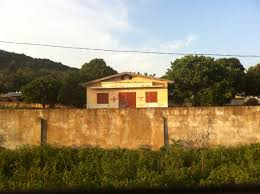
Kouroukoro hopital

Avec une population estimée à quelques milliers, Kouroussa plus de fonctions en tant que centre agricole et de transport pour la région agricole environnante.
Les gens sont principalement des éthique Malinkés et ils pratiquent l'Islam qui est la religion prédominante dans le pays tout entier. En conséquence la polygamie est largement acceptée, la population se composent d'une grande partie des personnes âgées de moins de 25 ans.

## Économie

### Transports
Grâce à sa position qui se trouve au milieu de Dabola et Kouroussa, à environ 50 km de Dabola et à environ 100 km de Kouroussa, Kouroukoro est un important centre de transport et de commerce. La ville se trouve également à la jonction de la Guinée N1 route, qui est une voie de transport importante entre Conakry, Kankan, et (par la N7 et N32) Mali voisin.

### Agriculture
Le climat de savane dans la région de Kouroukoro soutenir un large éventail de subsistance et l'agriculture de rente, producteur de riz, l'arachide, les oignons et le millet pour la vente, ainsi que le soutien culture du coton et l'élevage du bétail par les habitants et les semi-nomades peuls personnes dont la plus grande centre local se trouve dans la proximité Fouta Djallon.

### Éducation
La première école a été créée en 1958. Une école franco-arabe et deux autres écoles francophones ont été construites ultérieurement. L'enseignement est assuré jusqu'au niveau secondaire.